# لو سكوت
لو سكوت (بالإنجليزية: Lou Scott)‏ هو عداء مسافات طويلة أمريكي، ولد في 4 سبتمبر 1945 في ديترويت في الولايات المتحدة.

## وصلات خارجية
- لو سكوت على موقع أوليمبيديا (الإنجليزية)